# Distretti dell'Ungheria

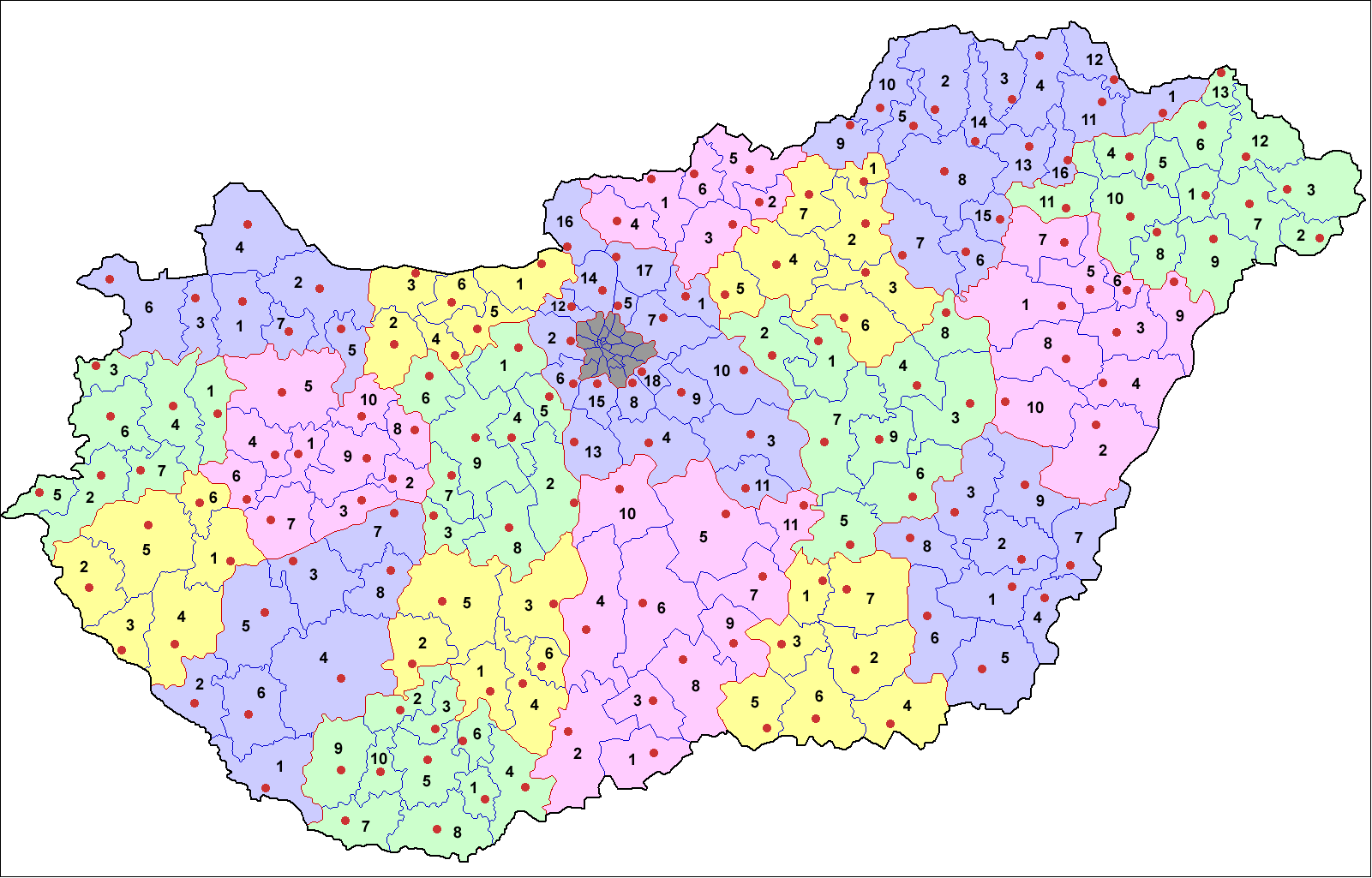
Distretti dell'Ungheria

I distretti dell'Ungheria sono la suddivisione territoriale di secondo livello del Paese, prima le province e dopo i comuni, e sono 174; ad essi si aggiungono i 23 distretti di Budapest.

## Lista

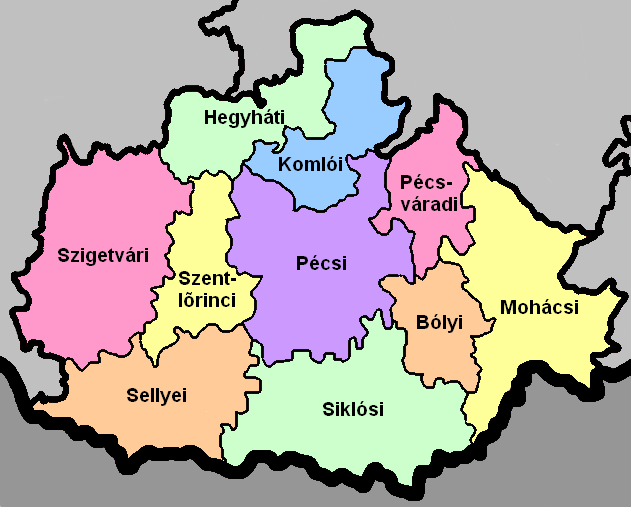
Distretti della contea di Baranya

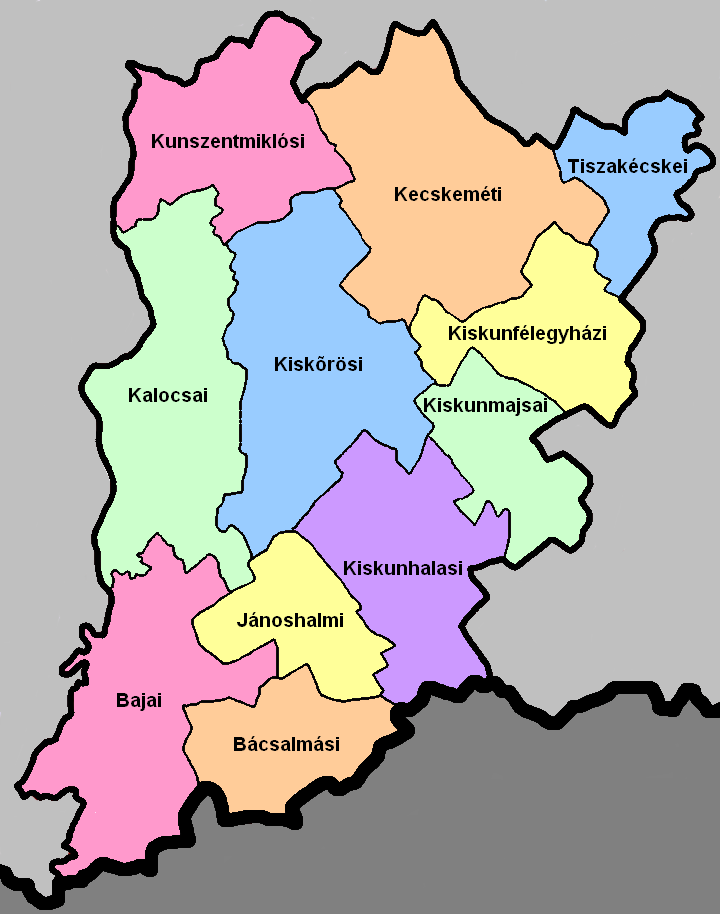
Distretti della contea di Bács-Kiskun

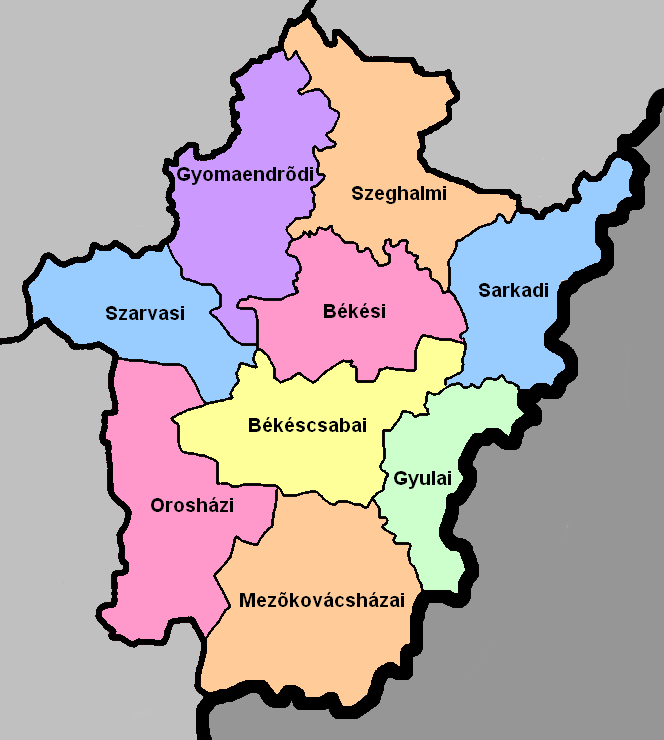
Distretti della contea di Békés

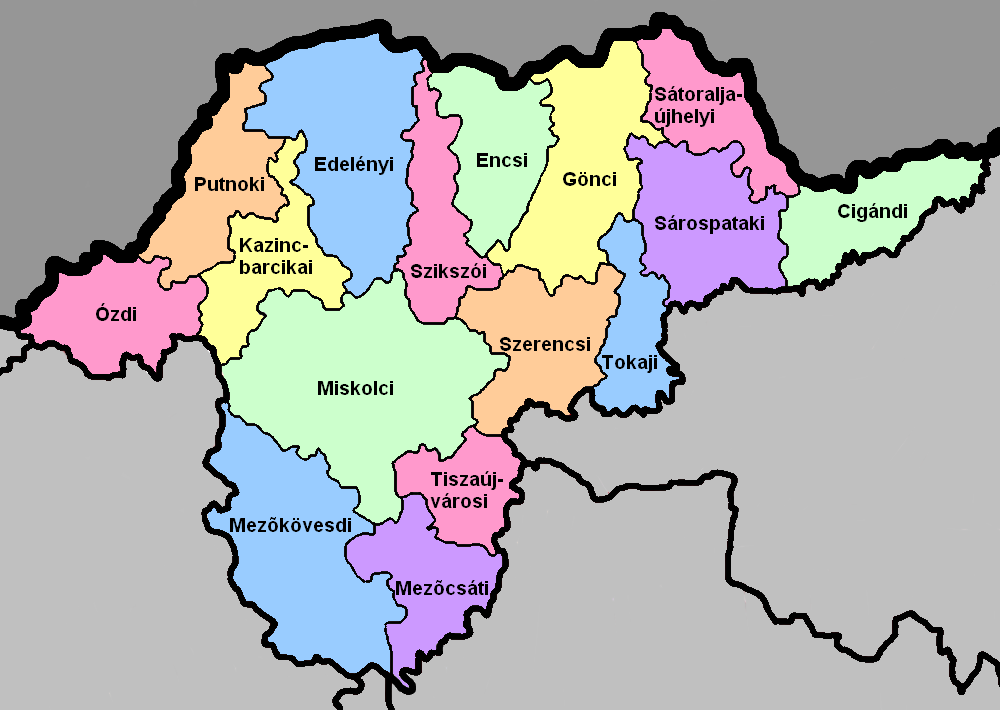
Distretti della contea di Borsod-Abaúj-Zemplén

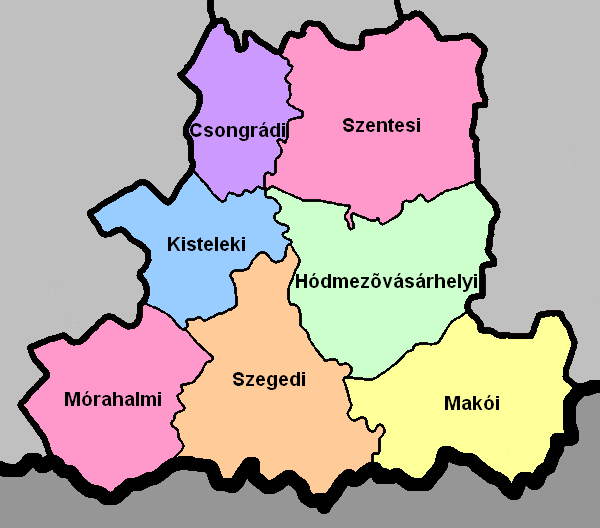
Distretti della contea di Csongrád-Csanád

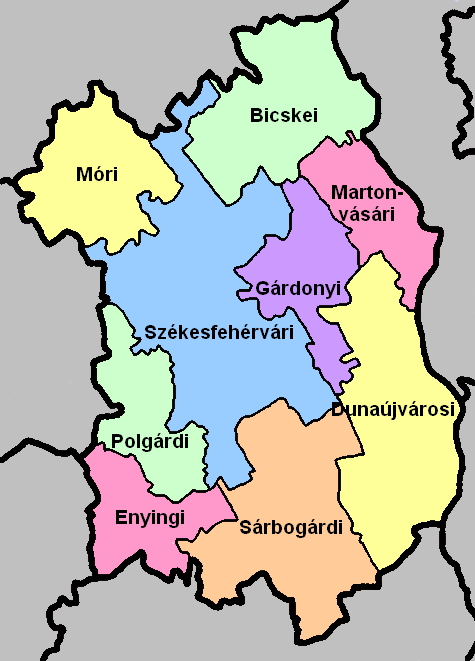
Distretti della contea di Fejér

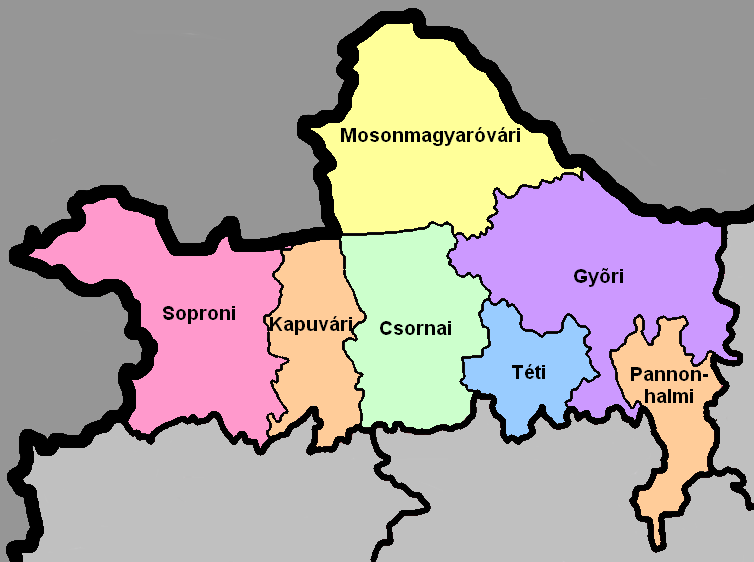
Distretti della contea di Győr-Moson-Sopron

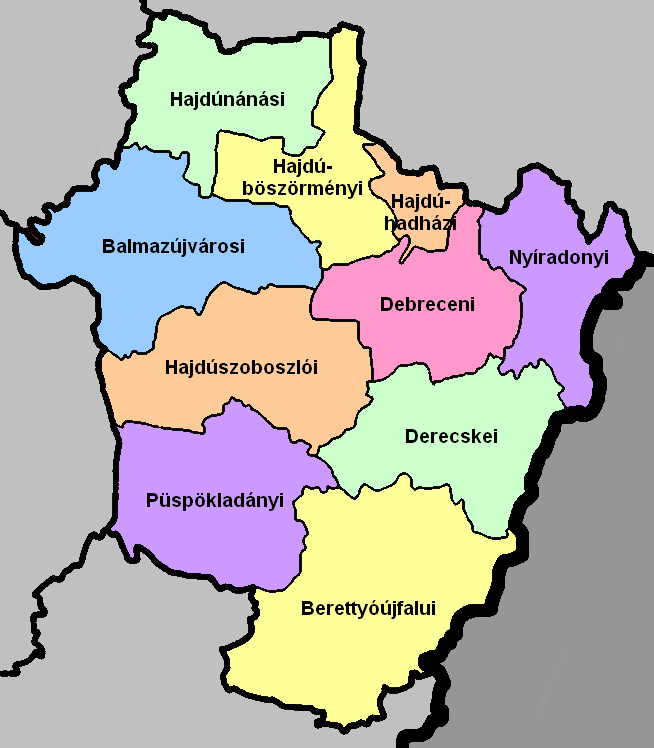
Distretti della contea di Hajdú-Bihar

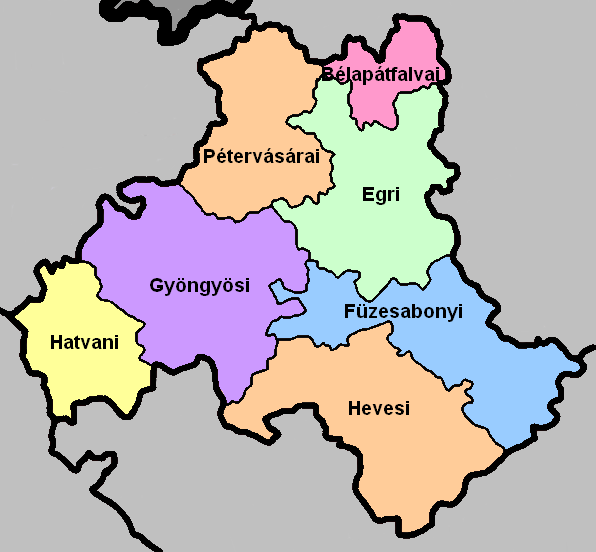
Distretti della contea di Heves

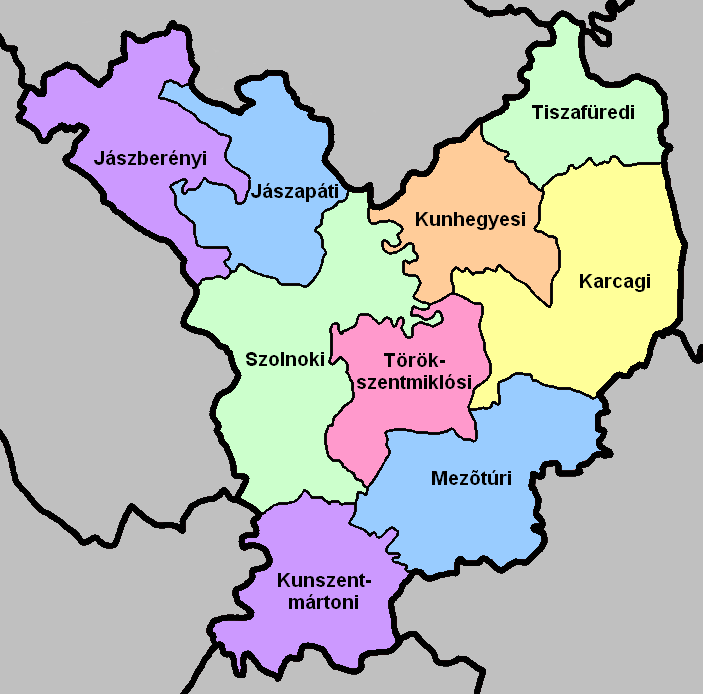
Distretti della contea di Jász-Nagykun-Szolnok

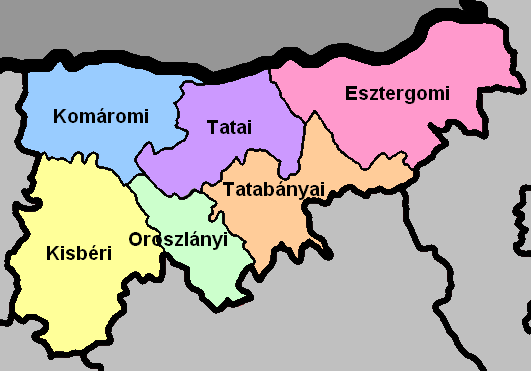
Distretti della contea di Komárom-Esztergom

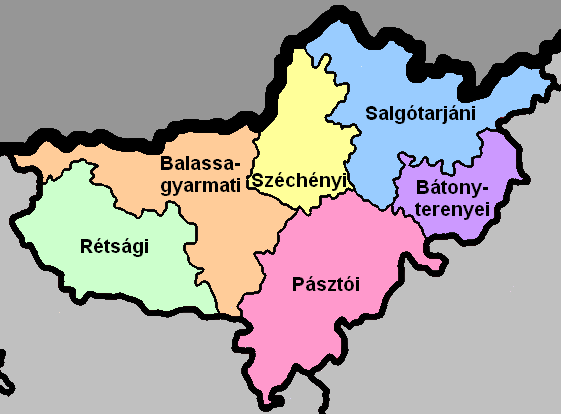
Distretti della contea di Nógrád

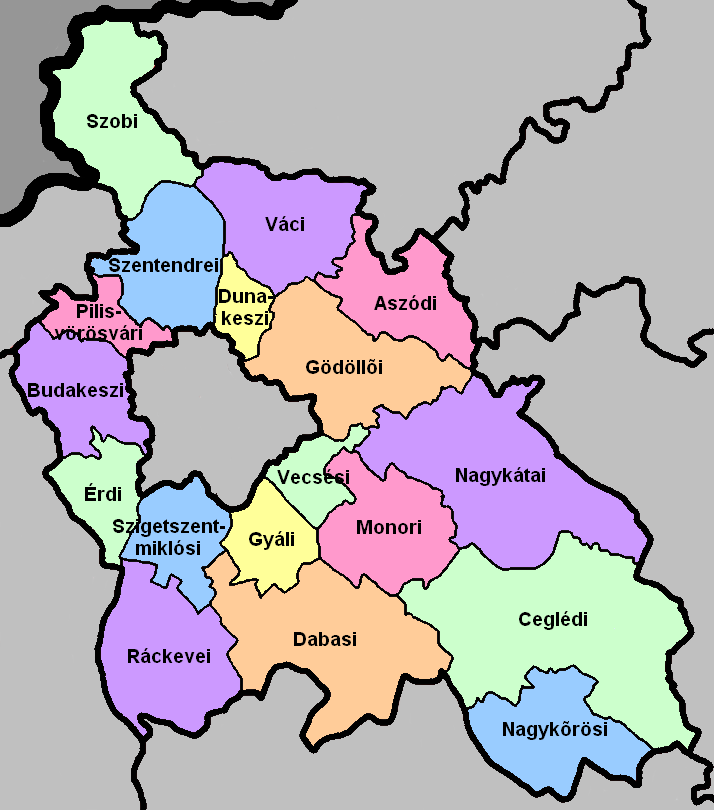
Distretti della contea di Pest

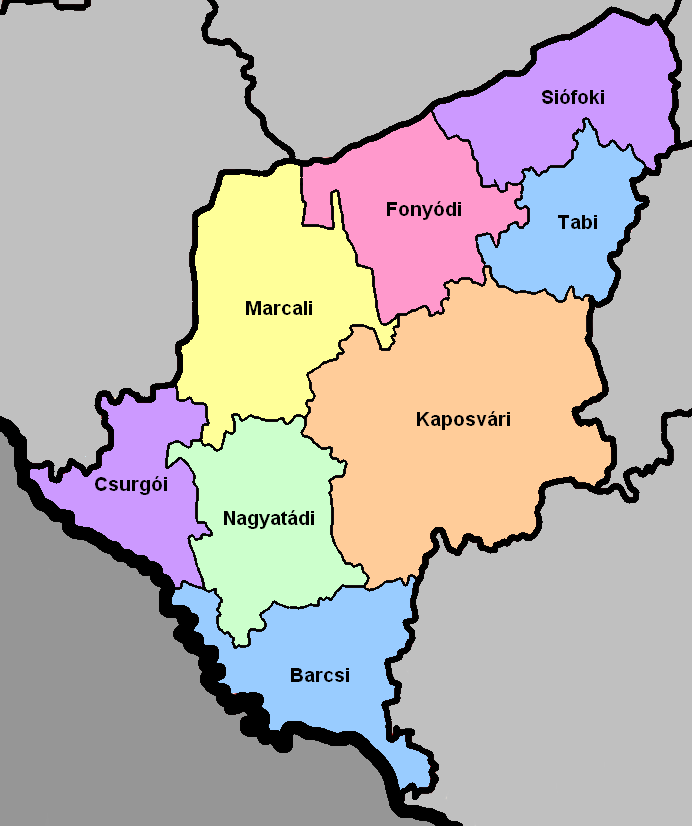
Distretti della contea di Somogy

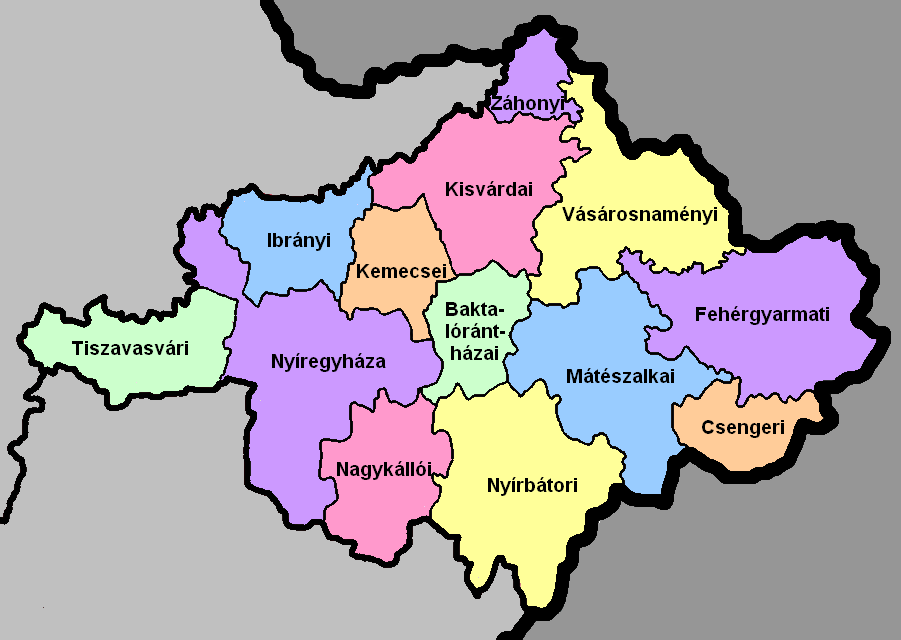
Distretti della contea di Szabolcs-Szatmár-Bereg

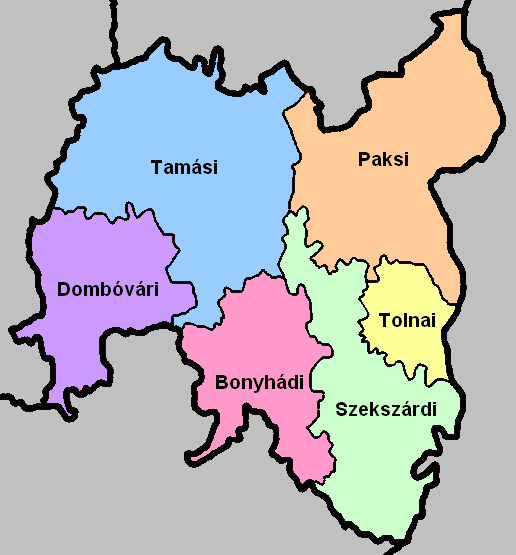
Distretti della contea di Tolna

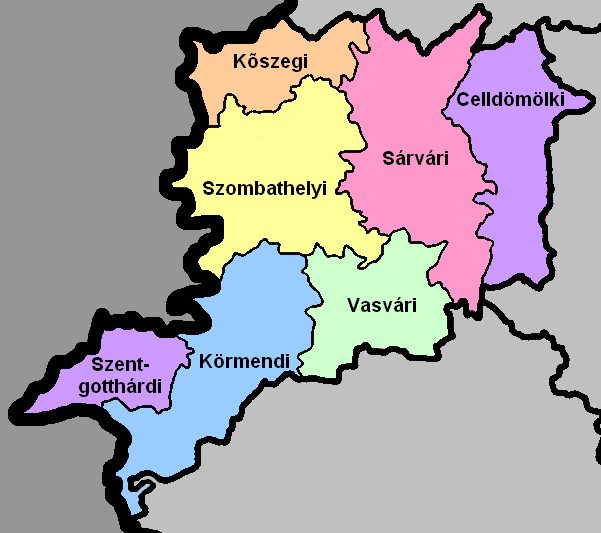
Distretti della contea di Vas

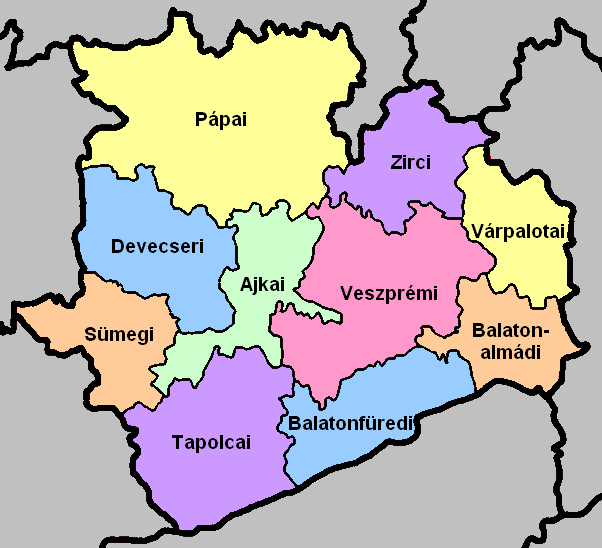
Distretti della contea di Veszprém

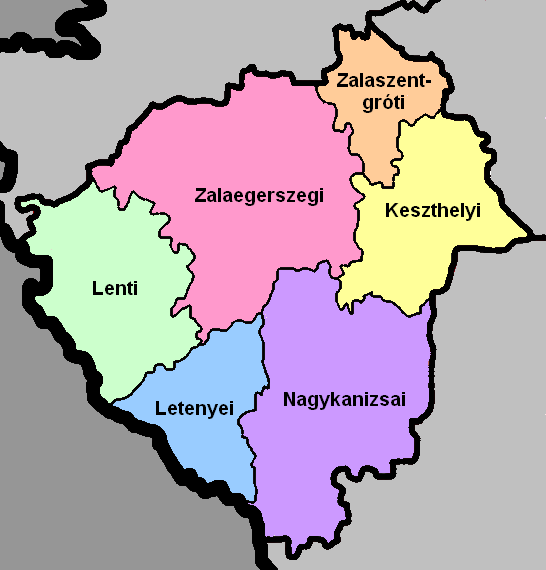
Distretti della contea di Zala

Contea di Baranya
| Distretto                | Capoluogo   | Popolazione (2013) | Superficie (km²) |
| ------------------------ | ----------- | ------------------ | ---------------- |
| Distretto di Bóly        | Bóly        | 11 879             | 220,03           |
| Distretto di Hegyhát     | Sásd        | 12 666             | 360,72           |
| Distretto di Komló       | Komló       | 35 084             | 292,48           |
| Distretto di Mohács      | Mohács      | 34 901             | 600,98           |
| Distretto di Pécs        | Pécs        | 180 138            | 623,07           |
| Distretto di Pécsvárad   | Pécsvárad   | 11 787             | 246,44           |
| Distretto di Sellye      | Sellye      | 14 383             | 493,69           |
| Distretto di Siklós      | Siklós      | 36 101             | 652,99           |
| Distretto di Szentlőrinc | Szentlőrinc | 15 044             | 282,43           |
| Distretto di Szigetvár   | Szigetvár   | 25 158             | 656,76           |

Contea di Bács-Kiskun
| Distretto                     | Capoluogo        | Popolazione (2013) | Superficie (km²) |
| ----------------------------- | ---------------- | ------------------ | ---------------- |
| Distretto di Bácsalmás        | Bácsalmás        | 19 983             | 522,54           |
| Distretto di Baja             | Baja             | 66 600             | 1 008,80         |
| Distretto di Jánoshalma       | Jánoshalma       | 17 297             | 439,03           |
| Distretto di Kalocsa          | Kalocsa          | 51 028             | 1 062,27         |
| Distretto di Kecskemét        | Kecskemét        | 156 413            | 1 212,21         |
| Distretto di Kiskőrös         | Kiskőrös         | 55 155             | 1 130,33         |
| Distretto di Kiskunfélegyháza | Kiskunfélegyháza | 36 856             | 582,37           |
| Distretto di Kiskunhalas      | Kiskunhalas      | 43 735             | 826,35           |
| Distretto di Kiskunmajsa      | Kiskunmajsa      | 19 206             | 485,13           |
| Distretto di Kunszentmiklós   | Kunszentmiklós   | 29 906             | 769,81           |
| Distretto di Tiszakécske      | Tiszakécske      | 23 435             | 405,99           |

Contea di Békés
| Distretto                   | Capoluogo      | Popolazione (2013) | Superficie (km²) |
| --------------------------- | -------------- | ------------------ | ---------------- |
| Distretto di Békéscsaba     | Békéscsaba     | 82 424             | 636,16           |
| Distretto di Békés          | Békés          | 37 259             | 525,24           |
| Distretto di Gyomaendrőd    | Gyomaendrőd    | 23 980             | 686,21           |
| Distretto di Gyula          | Gyula          | 41 579             | 413,22           |
| Distretto di Mezőkovácsháza | Mezőkovácsháza | 40 608             | 881,49           |
| Distretto di Orosháza       | Orosháza       | 51 392             | 717,18           |
| Distretto di Sarkad         | Sarkad         | 23 228             | 570,97           |
| Distretto di Szarvas        | Szarvas        | 28 558             | 485,06           |
| Distretto di Szeghalom      | Szeghalom      | 30 125             | 714,19           |

Contea di Borsod-Abaúj-Zemplén
| Distretto                    | Capoluogo       | Popolazione (2013) | Superficie (km²) |
| ---------------------------- | --------------- | ------------------ | ---------------- |
| Distretto di Cigánd          | Cigánd          | 16 294             | 389,99           |
| Distretto di Edelény         | Edelény         | 34 012             | 717,86           |
| Distretto di Encs            | Encs            | 21 783             | 378,39           |
| Distretto di Gönc            | Gönc            | 19 549             | 549,60           |
| Distretto di Kazincbarcika   | Kazincbarcika   | 65 828             | 341,72           |
| Distretto di Mezőcsát        | Mezőcsát        | 14 635             | 351,27           |
| Distretto di Mezőkövesd      | Mezőkövesd      | 42 442             | 723,86           |
| Distretto di Miskolc         | Miskolc         | 245 384            | 972,80           |
| Distretto di Ózd             | Ózd             | 54 527             | 385,57           |
| Distretto di Putnok          | Putnok          | 19 252             | 391,25           |
| Distretto di Sárospatak      | Sárospatak      | 25 057             | 477,67           |
| Distretto di Sátoraljaújhely | Sátoraljaújhely | 22 673             | 321,38           |
| Distretto di Szerencs        | Szerencs        | 38 259             | 432,09           |
| Distretto di Szikszó         | Szikszó         | 17 566             | 309,24           |
| Distretto di Tiszaújváros    | Tiszaújváros    | 31 801             | 248,87           |
| Distretto di Tokaj           | Tokaj           | 13 383             | 255,80           |

 Contea di Csongrád-Csanád 
| Distretto                     | Capoluogo        | Popolazione (2013) | Superficie (km²) |
| ----------------------------- | ---------------- | ------------------ | ---------------- |
| Distretto di Csongrád         | Csongrád         | 22 697             | 339,24           |
| Distretto di Hódmezővásárhely | Hódmezővásárhely | 56 164             | 707,77           |
| Distretto di Kistelek         | Kistelek         | 18 429             | 410,20           |
| Distretto di Makó             | Makó             | 44 612             | 688,85           |
| Distretto di Mórahalom        | Mórahalom        | 28 741             | 561,71           |
| Distretto di Seghedino        | Seghedino        | 197 679            | 741,10           |
| Distretto di Szentes          | Szentes          | 41 249             | 813,84           |

Contea di Fejér
| Distretto                   | Capoluogo      | Popolazione (2013) | Superficie (km²) |
| --------------------------- | -------------- | ------------------ | ---------------- |
| Distretto di Bicske         | Bicske         | 35 660             | 578,25           |
| Distretto di Dunaújváros    | Dunaújváros    | 91 854             | 650,05           |
| Distretto di Enying         | Enying         | 13 187             | 433,12           |
| Distretto di Gárdony        | Gárdony        | 29 775             | 306,79           |
| Distretto di Martonvásár    | Martonvásár    | 26 531             | 277,13           |
| Distretto di Mór            | Mór            | 34 431             | 417,55           |
| Distretto di Sárbogárd      | Sárbogárd      | 28 509             | 653,52           |
| Distretto di Székesfehérvár | Székesfehérvár | 156 935            | 1 032,05         |

Contea di Győr-Moson-Sopron
| Distretto                    | Capoluogo       | Popolazione (2013) | Superficie (km²) |
| ---------------------------- | --------------- | ------------------ | ---------------- |
| Distretto di Csorna          | Csorna          | 32 882             | 579,77           |
| Distretto di Győr            | Győr            | 189 857            | 903,41           |
| Distretto di Kapuvár         | Kapuvár         | 23 705             | 372,14           |
| Distretto di Mosonmagyaróvár | Mosonmagyaróvár | 72 532             | 899,97           |
| Distretto di Pannonhalma     | Pannonhalma     | 15 522             | 312,35           |
| Distretto di Sopron          | Sopron          | 99 271             | 867,75           |
| Distretto di Tét             | Tét             | 14 543             | 272,62           |

Contea di Hajdú-Bihar
| Distretto                    | Capoluogo       | Popolazione (2013) | Superficie (km²) |
| ---------------------------- | --------------- | ------------------ | ---------------- |
| Distretto di Balmazújváros   | Balmazújváros   | 30 488             | 827,44           |
| Distretto di Berettyóújfalu  | Berettyóújfalu  | 45 539             | 1 073,90         |
| Distretto di Debrecen        | Debrecen        | 217 217            | 531,13           |
| Distretto di Derecske        | Derecske        | 41 820             | 650,31           |
| Distretto di Hajdúböszörmény | Hajdúböszörmény | 40 424             | 471,43           |
| Distretto di Hajdúhadház     | Hajdúhadház     | 22 328             | 137,02           |
| Distretto di Hajdúnánás      | Hajdúnánás      | 29 638             | 547,27           |
| Distretto di Hajdúszoboszló  | Hajdúszoboszló  | 43 175             | 732,65           |
| Distretto di Nyíradony       | Nyíradony       | 29 846             | 510,31           |
| Distretto di Püspökladány    | Püspökladány    | 40 877             | 729,05           |

Contea di Heves
| Distretto                 | Capoluogo    | Popolazione (2013) | Superficie (km²) |
| ------------------------- | ------------ | ------------------ | ---------------- |
| Distretto di Bélapátfalva | Bélapátfalva | 8 870              | 180,89           |
| Distretto di Eger         | Eger         | 86 241             | 602,05           |
| Distretto di Füzesabony   | Füzesabony   | 30 396             | 578,56           |
| Distretto di Gyöngyös     | Gyöngyös     | 73 460             | 750,78           |
| Distretto di Hatvan       | Hatvan       | 50 872             | 352,16           |
| Distretto di Heves        | Heves        | 35 116             | 697,68           |
| Distretto di Pétervására  | Pétervására  | 21 381             | 475,07           |

Contea di Jász-Nagykun-Szolnok
| Distretto                     | Capoluogo        | Popolazione (2013) | Superficie (km²) |
| ----------------------------- | ---------------- | ------------------ | ---------------- |
| Distretto di Jászapáti        | Jászapáti        | 33 160             | 544,45           |
| Distretto di Jászberény       | Jászberény       | 50 928             | 617,01           |
| Distretto di Karcag           | Karcag           | 43 152             | 857,26           |
| Distretto di Kunhegyes        | Kunhegyes        | 20 434             | 464,58           |
| Distretto di Kunszentmárton   | Kunszentmárton   | 36 300             | 576,49           |
| Distretto di Mezőtúr          | Mezőtúr          | 27 798             | 725,74           |
| Distretto di Szolnok          | Szolnok          | 118 245            | 914,48           |
| Distretto di Tiszafüred       | Tiszafüred       | 19 895             | 417,05           |
| Distretto di Törökszentmiklós | Törökszentmiklós | 36 742             | 464,54           |

Contea di Komárom-Esztergom
| Distretto              | Capoluogo | Popolazione (2013) | Superficie (km²) |
| ---------------------- | --------- | ------------------ | ---------------- |
| Distretto di Esztergom | Esztergom | 92 902             | 537,26           |
| Distretto di Kisbér    | Kisbér    | 20 221             | 510,55           |
| Distretto di Komárom   | Komárom   | 39 559             | 378,76           |
| Distretto di Oroszlány | Oroszlány | 25 973             | 199,39           |
| Distretto di Tatabánya | Tatabánya | 85 054             | 331,65           |
| Distretto di Tata      | Tata      | 38 742             | 306,72           |

Contea di Nógrád
| Distretto                   | Capoluogo      | Popolazione (2013) | Superficie (km²) |
| --------------------------- | -------------- | ------------------ | ---------------- |
| Distretto di Balassagyarmat | Balassagyarmat | 39 829             | 532,94           |
| Distretto di Bátonyterenye  | Bátonyterenye  | 2 159              | 215,45           |
| Distretto di Pásztó         | Pásztó         | 31 497             | 551,57           |
| Distretto di Rétság         | Rétság         | 23 789             | 435,03           |
| Distretto di Salgótarján    | Salgótarján    | 64 504             | 525,23           |
| Distretto di Szécsény       | Szécsény       | 19 537             | 285,25           |

Contea di Pest
| Distretto                      | Capoluogo         | Popolazione (2013) | Superficie (km²) |
| ------------------------------ | ----------------- | ------------------ | ---------------- |
| Distretto di Aszód             | Aszód             | 36 992             | 298,37           |
| Distretto di Budakeszi         | Budakeszi         | 84 646             | 288,95           |
| Distretto di Cegléd            | Cegléd            | 89 261             | 886,30           |
| Distretto di Dabas             | Dabas             | 48 746             | 614,23           |
| Distretto di Dunakeszi         | Dunakeszi         | 78 757             | 103,07           |
| Distretto di Érd               | Érd               | 117 304            | 184,29           |
| Distretto di Gödöllő           | Gödöllő           | 140 205            | 449,66           |
| Distretto di Gyál              | Gyál              | 40 309             | 170,99           |
| Distretto di Monor             | Monor             | 64 227             | 329,81           |
| Distretto di Nagykáta          | Nagykáta          | 74 168             | 710,12           |
| Distretto di Nagykőrös         | Nagykőrös         | 27 824             | 349,25           |
| Distretto di Pilisvörösvár     | Pilisvörösvár     | 52 466             | 130,81           |
| Distretto di Ráckeve           | Ráckeve           | 36 120             | 417,05           |
| Distretto di Szentendre        | Szentendre        | 77 720             | 326,58           |
| Distretto di Szigetszentmiklós | Szigetszentmiklós | 110 033            | 211,28           |
| Distretto di Szob              | Szob              | 24 487             | 438,32           |
| Distretto di Vác               | Vác               | 67 781             | 362,23           |
| Distretto di Vecsés            | Vecsés            | 47 126             | 119,74           |

Contea di Somogy
| Distretto             | Capoluogo | Popolazione (2013) | Superficie (km²) |
| --------------------- | --------- | ------------------ | ---------------- |
| Distretto di Barcs    | Barcs     | 23 817             | 696,47           |
| Distretto di Csurgó   | Csurgó    | 16 807             | 496,20           |
| Distretto di Fonyód   | Fonyód    | 34 599             | 645,44           |
| Distretto di Kaposvár | Kaposvár  | 117 492            | 1 591,36         |
| Distretto di Marcali  | Marcali   | 34 734             | 904,24           |
| Distretto di Nagyatád | Nagyatád  | 26 100             | 647,07           |
| Distretto di Siófok   | Siófok    | 51 761             | 657,05           |
| Distretto di Tab      | Tab       | 12 786             | 427,24           |

Contea di Szabolcs-Szatmár-Bereg
| Distretto                    | Capoluogo       | Popolazione (2013) | Superficie (km²) |
| ---------------------------- | --------------- | ------------------ | ---------------- |
| Distretto di Baktalórántháza | Baktalórántháza | 19 521             | 254,47           |
| Distretto di Csenger         | Csenger         | 13 839             | 246,51           |
| Distretto di Fehérgyarmat    | Fehérgyarmat    | 38 363             | 707,38           |
| Distretto di Ibrány          | Ibrány          | 23 850             | 304,91           |
| Distretto di Kemecse         | Kemecse         | 22 185             | 246,41           |
| Distretto di Kisvárda        | Kisvárda        | 57 050             | 523,09           |
| Distretto di Mátészalka      | Mátészalka      | 64 810             | 624,70           |
| Distretto di Nagykálló       | Nagykálló       | 30 430             | 377,37           |
| Distretto di Nyírbátor       | Nyírbátor       | 43 557             | 695,94           |
| Distretto di Nyíregyháza     | Nyíregyháza     | 166 684            | 809,60           |
| Distretto di Tiszavasvári    | Tiszavasvári    | 27 306             | 381,61           |
| Distretto di Vásárosnamény   | Vásárosnamény   | 36 689             | 617,94           |
| Distretto di Záhony          | Záhony          | 19 369             | 145,92           |

Contea di Tolna
| Distretto              | Capoluogo | Popolazione (2013) | Superficie (km²) |
| ---------------------- | --------- | ------------------ | ---------------- |
| Distretto di Bonyhád   | Bonyhád   | 31 582             | 476,81           |
| Distretto di Dombóvár  | Dombóvár  | 32 333             | 509,02           |
| Distretto di Paks      | Paks      | 49 610             | 836,00           |
| Distretto di Szekszárd | Szekszárd | 59 412             | 656,18           |
| Distretto di Tamási    | Tamási    | 38 785             | 1 019,93         |
| Distretto di Tolna     | Tolna     | 18 210             | 205,24           |

Contea di Vas
| Distretto                  | Capoluogo     | Popolazione (2013) | Superficie (km²) |
| -------------------------- | ------------- | ------------------ | ---------------- |
| Distretto di Celldömölk    | Celldömölk    | 24 787             | 474,13           |
| Distretto di Körmend       | Körmend       | 26 865             | 614,53           |
| Distretto di Kőszeg        | Kőszeg        | 25 473             | 286,45           |
| Distretto di Sárvár        | Sárvár        | 38 862             | 685,45           |
| Distretto di Szentgotthárd | Szentgotthárd | 15 180             | 255,04           |
| Distretto di Szombathely   | Szombathely   | 110 504            | 646,36           |
| Distretto di Vasvár        | Vasvár        | 13 636             | 374,14           |

Contea di Veszprém
| Distretto                  | Capoluogo     | Popolazione (2013) | Superficie (km²) |
| -------------------------- | ------------- | ------------------ | ---------------- |
| Distretto di Ajka          | Ajka          | 39 154             | 320,71           |
| Distretto di Balatonalmádi | Balatonalmádi | 24 479             | 239,76           |
| Distretto di Balatonfüred  | Balatonfüred  | 24 250             | 357,74           |
| Distretto di Devecser      | Devecser      | 14 948             | 421,73           |
| Distretto di Pápa          | Pápa          | 58 935             | 1 022,09         |
| Distretto di Sümeg         | Sümeg         | 15 390             | 306,41           |
| Distretto di Tapolca       | Tapolca       | 34 689             | 540,30           |
| Distretto di Várpalota     | Várpalota     | 37 451             | 294,28           |
| Distretto di Veszprém      | Veszprém      | 82 353             | 629,61           |
| Distretto di Zirc          | Zirc          | 19 516             | 331,02           |

Contea di Zala
| Distretto                  | Capoluogo     | Popolazione (2013) | Superficie (km²) |
| -------------------------- | ------------- | ------------------ | ---------------- |
| Distretto di Keszthely     | Keszthely     | 49 384             | 535,93           |
| Distretto di Lenti         | Lenti         | 19 783             | 624,12           |
| Distretto di Letenye       | Letenye       | 16 413             | 388,68           |
| Distretto di Nagykanizsa   | Nagykanizsa   | 78 022             | 907,91           |
| Distretto di Zalaegerszeg  | Zalaegerszeg  | 102 553            | 1 044,70         |
| Distretto di Zalaszentgrót | Zalaszentgrót | 15 518             | 282,56           |